# 10204 Тюрінг
10204 Тюрінг (10204 Turing) — астероїд головного поясу, відкритий 1 серпня 1997 року.
Тіссеранів параметр щодо Юпітера — 3,309.
Названо на честь Алана Тюрінга (англ. Alan Mathison Turing, 1912-1954) — англійського математика, логіка і криптографа.